# (33213) Diggs
Pour les articles homonymes, voir Diggs (homonymie).
(33213) Diggs est un astéroïde de la ceinture principale.

## Description
(33213) Diggs est un astéroïde de la ceinture principale. Il fut découvert le 24 mars 1998 à Socorro (Nouveau-Mexique) par le projet LINEAR. Il présente une orbite caractérisée par un demi-grand axe de 2,74 UA, une excentricité de 0,16 et une inclinaison de 4,1° par rapport à l'écliptique.